# رقص غنایی
رقص غنایی (انگلیسی: Lyrical dance) یک ژانر رقص است با به‌کارگیری تکنیک های باله و جاز برای بیان و اجرای عواطف و احساسات از طریق جریان ظریف حرکات بدن. رقص غنایی مشابه رقص معاصر است اما با تمرکز بیشتر بر پیوستگی با عنصر رامشگری در داستان رقص.
تکنیک و نقش آفرینی با چهره در رقص غنایی رکن های اساسی است از جمله اینکه رقص با پاهای صاف و کشیده و نوک انگشتان به سمت بیرون اشاره شده باشد و نه داسی شکل.